# Filipe I, Duque da Pomerânia
Filipe I da Pomerânia (14 de Julho de 1515, Estetino – 14 de Fevereiro de 1560, Wolgast) foi um duque da Pomerânia-Wolgast.

## Vida

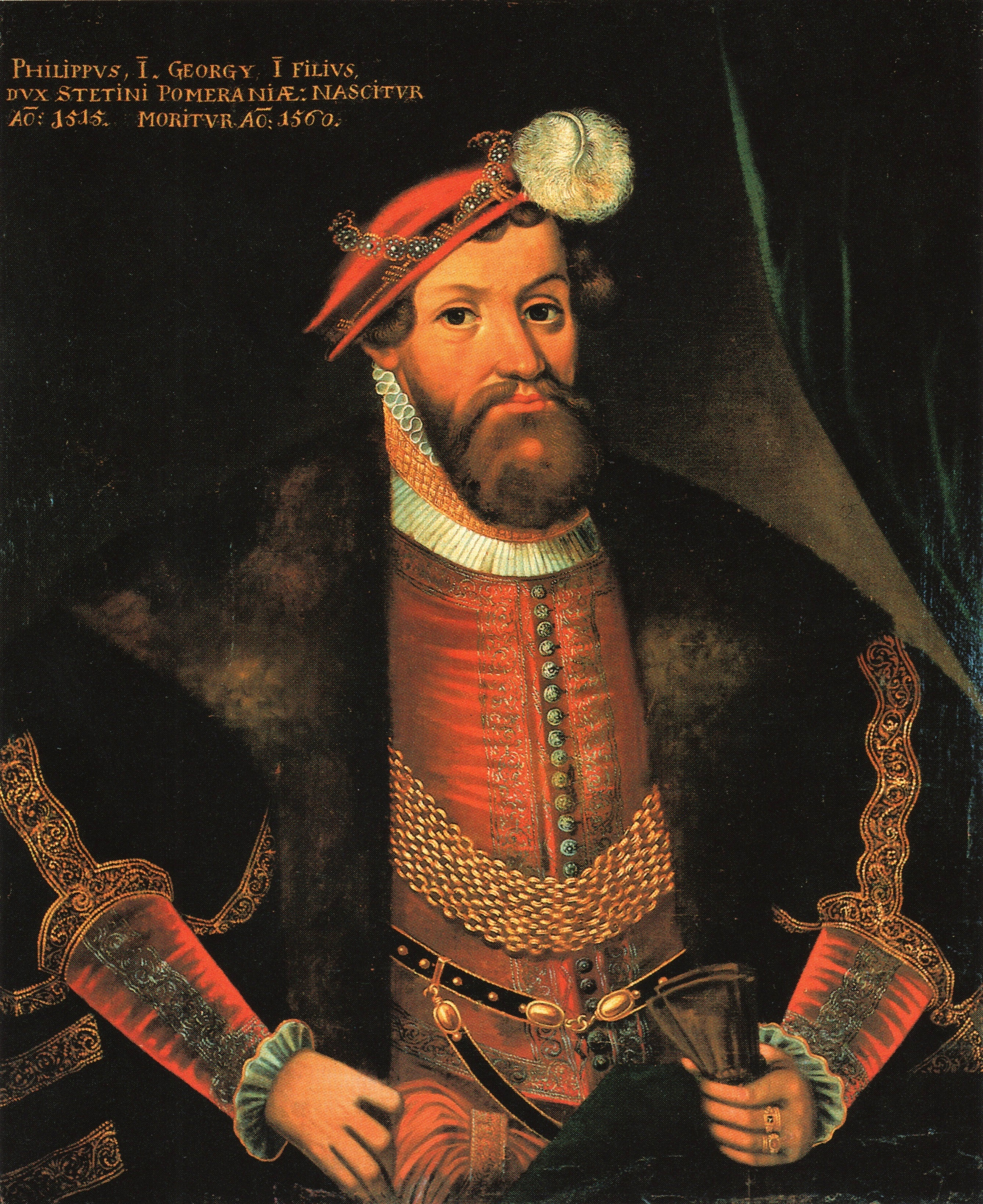
Filipe I, Duque da Pomerânia.

Filipe foi o único filho sobrevivente de Jorge I, Duque da Pomerânia, e da sua primeira esposa, a princesa Amália do Palatinado. Quando a sua mãe morreu a 6 de Janeiro de 1525, Filipe foi enviado para a corte do seu avô materno em Heidelberg, onde foi educado. Regressou a Estetino para assumir funções governamentais quando tinha dezasseis anos, após a morte do pai. A 21 de Outubro de 1532, Filipe e o seu tio, Barnim IX decidiram dividir o ducado da Pomerênia, tendo Filipe ficado com Pomerania-Wolgast. Inicialmente, a divisão só era válida durante um período de nove anos, mas foi novamente confirmada em 1541.
Os seus principais conselheiros eram Jobst von Dewitz, Rüdiger von Massow e o seu chanceler, Nikolaus Brun. O seu secretário era o cronista Thomas Kantzow.
Quando chegou ao poder, a sua primeira tarefa foi resolver a sua relação com a sua odiada madrasta, a princesa Margarida de Brandemburgo. Segundo os termos do tratado matrimonial de 1530, ela tinha direito a uma parte do seu país como herança de viuvez. No entanto, quando foi celebrado o acordo de divisão do ducado com o seu tio Barnim em 1532, parte dos territórios que pertenceriam a Margarida ficaram para o seu tio e, por isso, ele já não tinha o poder de os entregar à sua madrasta. Em 1533, entregou-lhe os distritos de Barth, Tribsees, Grimmen e Breest. No entanto, um ano depois, ela casou-se com João V, Príncipe de Anhalt e eles voltaram a pertencer ao ducado.
Quando Filipe chegou ao poder, encontrou os seus territórios em tumulto político e eclesiástico. A Reforma Protestante tinha chegado à Pomerânia e ele não podia ignorá-la se desejava manter o controlo do ducado. Assim, os dois duques decidiram introduzir oficialmente o Protestantismo no seu reino. Convocaram um parlamento em Treptow an der Rega em 1543 e convidaram Erasmus von Manteuffel-Arnhausen, o bispo de Cammin e representantes dos estados, a nobreza e as cidades. As cidades protestantes foram representadas por Christian Ketelhut (que representou Stralsund), Paul vom Rode (Stettin), Johannes Knipstro (Greifswald), Hermann Riecke (Stargard), Jakob Hogensee (Stolp). Também foi convidado Johannes Bugenhagen, nascido na Pomerânia e apoiante de Martinho Lutero. O parlamento falhou porque não obteve o apoio da nobreza, mas Bugenhagen recebeu ordens para esboçar uma ordem eclesiástica para o ducado. No entanto, quando essa ordem ficou concluída, nunca entrou oficialmente em vigor.  Bugenhagen continuou a visitar igrejas, seguindo o modelo Saxão. A Reforma acabaria por prevalecer na Pomerânia graças às actividades incansáveis de evangélicos proeminentes como Paul Rode e John Knipstro. Após a morte do bispo de Cammin, o caminho ficou aberto para a conclusão do processo. O posto de bispo de Cammin foi oferecido a Bugenhagen, e quando este recusou a oferta, foi entregue a Bartholomaeus Suawe.
A 27 de Fevereiro de 1536 Filipe casou-se com a princesa Maria da Saxónia, meia-irmã do príncipe-eleitor João Frederico I da Saxónia. Em Abril de 1536, em Frankfurt am Main, juntou-se à Liga de Esmalcalda juntamente com o seu tio. Em 1547, depois de os protestantes serem derrotados na Guerra de Esmalcalda, Filip̟e temeu ser perseguido pelo enfurecido sacro-imperador Carlos V, no entanto, conseguiu acalmá-lo através do pagamento de uma multa. As novas circunstâncias tornaram o trabalho do bispo Suawe cada vez mais difícil e, em 1549, ele acabaria por deixar o cargo. Foi sucedido por um bispo católico que tentou reverter o ducado para o seu estatuto religiosa anterior e voltar a torná-lo católico. No entanto, a sua tentativa falhou e, de modo a garantir a independência da sua igreja, Filipe decidiu nomear o seu filho mais velho, João Frederico, bispo de Cammin. Também restaurou a ordem religiosa de Bugenhagen e mediou as disputas religiosas que assolavam o seu ducado.
Filipe criou o seu próprio Tribunal Superior de Justiça em Wolgast e tentou moderar a área judicial do país directamente, presidindo ele próprio aos procedimentos do tribunal. Também fomentou o comércio e os transportes no seu ducado. Em 1540, conseguiu resolver uma disputa com a nobreza que já durava desde 1534, o que lhe permitiu receber finalmente a vassalagem de todos os seus estados. Nos seus últimos anos de vida, os seus principais conselheiros foram Jacob von Zitzewitz, Valentin von Eickstedt e Ulrich von Schwerin que continuaram a aconselhar os seus filhos após a sua morte. O seu conselheiro Michael Küssow ocupava uma posição de especial confiança até à sua morte em inícios de 1558, altura em que foi sucedido pelo seu irmão Christian Küssow.
Entre 1540 e 1546, Filipe aumentou o Castelo de Ueckermünde que ficava na foz do rio Uecker.  A sua imagem encontra-se esculpida em relevo nas pedras do castelo. A residência ducal, o Castelo de Wolgast, que ficava numa ilha no rio Peene, foi reconstruído em várias fases. A 11 de Dezembro de 1557 grande parte do castelo ficou destruída devido a um incêndio. Filipe deu início a novos trabalhos de reconstrução, mas morreu antes de estes ficarem completos.

## Casamento e descendência

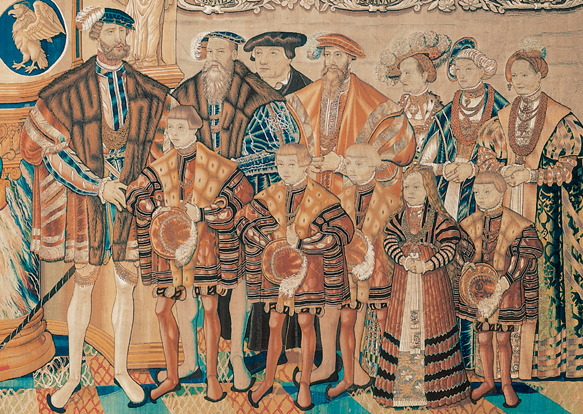
Filipe I com toda a sua família.

A 27 de Fevereiro de 1536, Filipe casou-se com a princesa Maria da Saxónia, filha do príncipe-eleitor João, o Firme da Saxónia. Tiveram sete filhos e três filhas:
1. Jorge da Pomerânia-Wolgast (13 de Fevereiro de 1540 - 16 de Novembro de 1544), morreu aos quatro anos de idade;
2. João Frederico, Duque da Pomerânia (27 de Agosto de 1542 – 9 de Fevereiro de 1600), casado com a princesa Erdemunda de Brandemburgo; sem descendência;
3. Bogislaw XIII, Duque da Pomerânia (9 de Agosto de 1544 – 7 de Março de 1606), casado primeiro com a princesa Clara of Brunswick-Lüneburg; com descendência. Casado depois com a princesa Ana de Schleswig-Holstein-Sonderburg; sem descendência;
4. Ernesto Luís, Duque da Pomerânia (20 de Novembro de 1545 - 17 de Junho de 1592), casado com a princesa Sofia Edviges de Brunswick-Wolfenbüttel; com descendência;
5. Amália da Pomerânia-Wolgast (28 de Janeiro de 1547 - 16 de Setembro de 1580), morreu aos trinta-e-três anos de idade solteira e sem descendência;
6. Barnim X, Duque da Pomerânia  (15 de Fevereiro de 1549 - 1 de Setembro de 1603), casado com a princesa Ana Maria de Brandemburgo; sem descendência;
7. Érico da Pomerânia (22 de Agosto de 1551 - 13 de Dezembro de 1551), morreu com quase quatro meses de idade;
8. Margarida da Pomerânia-Wolgast (19 de Março de 1553 - 7 de Setembro de 1581), casada com Francisco II, Duque de Saxe-Lauenburg; com descendência;
9. Ana da Pomerânia-Wolgast (18 de Setembro de 1554 - 10 de Setembro de 1626), casada com Ulrico, Duque de Mecklemburgo; sem descendência;
10. Casimiro VI, Duque da Pomerânia (22 de Março de 1557 - 10 de Maio de 1605), bispo de Cammin. Nunca se casou nem deixou descendentes.

## Genealogia
| Filipe I, Duque da Pomerânia | Pai: Jorge I, Duque da Pomerânia | Avô paterno: Bogislaw X, Duque da Pomerânia          | Bisavô paterno: Érico II, Duque da Pomerânia             |
| Filipe I, Duque da Pomerânia | Pai: Jorge I, Duque da Pomerânia | Avô paterno: Bogislaw X, Duque da Pomerânia          | Bisavó paterna: Sofia da Pomerânia, Duquesa da Pomerânia |
| Filipe I, Duque da Pomerânia | Pai: Jorge I, Duque da Pomerânia | Avó paterna: Ana Jagelão, Duquesa da Pomerânia       | Bisavô paterno: Casimiro IV da Polônia                   |
| Filipe I, Duque da Pomerânia | Pai: Jorge I, Duque da Pomerânia | Avó paterna: Ana Jagelão, Duquesa da Pomerânia       | Bisavó paterna: Isabel de Habsburgo                      |
| Filipe I, Duque da Pomerânia | Mãe: Amália do Palatinado        | Avô materno: Filipe, Eleitor Palatino                | Bisavô materno: Luís IV, Eleitor Palatino                |
| Filipe I, Duque da Pomerânia | Mãe: Amália do Palatinado        | Avô materno: Filipe, Eleitor Palatino                | Bisavó materna: Margarida de Sabóia, Duquesa de Anjou    |
| Filipe I, Duque da Pomerânia | Mãe: Amália do Palatinado        | Avó materna: Margarida da Baviera, Eleitora Palatina | Bisavô materno: Luís IX, Duque da Baviera                |
| Filipe I, Duque da Pomerânia | Mãe: Amália do Palatinado        | Avó materna: Margarida da Baviera, Eleitora Palatina | Bisavó materna: Amália da Saxónia, Duquesa da Baviera    |